# Velká cena Devíti
Velká cena Devíti (švédsky De Nios Stora Pris) je literární cena, kterou udílí Spolek Devíti (Samfundet De Nio). Cena byla v roce 2006 honorována 250 000 švédskými korunami.

## Laureáti
- 2017 Agneta Pleijel
- 2016 Carola Hansson
- 2015 Sara Stridsberg
- 2014 Kjell Westö
- 2013 Aris Fioretos
- 2012 Arne Johnsson
- 2011 Kristina Lugn
- 2010 Ingvar Björkeson
- 2009 Steve Sem-Sandberg
- 2008 Birgitta Lillpers
- 2007 Tua Forsström
- 2006 Jacques Werup
- 2005 Klas Östergren
- 2004 Torgny Lindgren
- 2003 Ann Jäderlund
- 2002 Bruno K. Öijer
- 2001 Tomas Tranströmer
- 2000 Kjell Espmark
- 1999 Sigrid Combüchen
- 1998 P C Jersild
- 1997 Per Wästberg
- 1996 Lars Andersson
- 1995 Bo Carpelan
- 1994 Per Olov Enquist
- 1993 Lennart Sjögren
- 1992 Göran Tunström
- 1991 Erik Beckman
- 1990 Tobias Berggren, Lars Gustafsson
- 1989 Katarina Frostenson
- 1988 Göran Sonnevi
- 1987 Lennart Hellsing
- 1986 Gunnar E Sandgren
- 1985 Göran Palm
- 1984 Björn von Rosen
- 1983 Bengt Emil Johnson
- 1982 – neudělena
- 1981 Rita Tornborg
- 1980 Lars Norén
- 1979 Hans O. Granlid, Tomas Tranströmer
- 1978 Ingemar Leckius
- 1977 Sara Lidman
- 1976 Sten Hagliden, Olov Hartman
- 1975 Barbro Alving, Eva Moberg
- 1974 Sonja Åkesson
- 1973 Tito Colliander
- 1972 Sune Jonsson
- 1971 John Landquist
- 1970 Stig Claesson, Majken Johansson
- 1969 Albert Viksten, Lars Forssell
- 1968 Ivan Oljelund, Elsa Grave
- 1967 Werner Aspenström, Per-Erik Rundquist, Carl Fries
- 1966 Lars Gyllensten
- 1965 Willy Kyrklund
- 1964 Rabbe Enckell, Peder Sjögren
- 1963 Artur Lundkvist, Birgitta Trotzig
- 1962 Hans Ruin
- 1961 Erik Lindegren, Gustav Hedenvind-Eriksson
- 1960 Lars Ahlin
- 1959 Anders Österling, Evert Taube
- 1958 Emil Zilliacus
- 1957 Karl Vennberg
- 1956 Bo Bergman, Walter Ljungquist, Stina Aronson
- 1955 Sivar Arnér
- 1954 Gabriel Jönsson
- 1953 Tage Aurell
- 1952 Irja Browallius
- 1951 Gunnar Ekelöf, Lucien Maury
- 1950 Nils Ferlin
- 1949 Fritiof Nilsson Piraten, Johannes Edfelt
- 1948 Sigfrid Lindström
- 1947 Jan Fridegård
- 1946 – neudělena
- 1945 Frans Gunnar Bengtsson
- 1944 Moa Martinson
- 1943 Sven Lidman
- 1942 – neudělena
- 1941 Olle Hedberg
- 1940 Elmer Diktonius, Bertel Gripenberg, Jarl Hemmer, Arvid Mörne, Emil Zilliacus
- 1939 Vilhelm Moberg
- 1938 Harry Martinson
- 1937 Gustaf Hellström
- 1936 Bertil Malmberg, Eyvind Johnson
- 1935 Yrjö Hirn, Jarl Hemmer
- 1934 Hjalmar Söderberg
- 1933 K. G. Ossiannilsson
- 1932 Emilia Fogelklou
- 1931 Arvid Mörne, Ernst Didring
- 1930 Erik Blomberg, Bertel Gripenberg
- 1929 Per Hallström, Axel Lundegård
- 1928 Ludvig Nordström, Pär Lagerkvist
- 1927 Sigfrid Siwertz
- 1926 Hjalmar Bergman
- 1925 Fredrik Vetterlund
- 1924 Vilhelm Ekelund, Gustaf Ullman
- 1923 Elin Wägner
- 1922 Tor Hedberg
- 1921 Olof Högberg
- 1920 Hans Larsson
- 1919 K. G. Ossiannilsson
- 1918 – neudělena
- 1917 K. G. Ossiannilsson, Marika Stiernstedt
- 1916 Erik Axel Karlfeldt, Bertel Gripenberg, Vilhelm Ekelund, Axel Lundegård, Hilma Angered Strandberg, Oscar Stjerne, Verner von Heidenstam